# Hieracium glaucophylloides
Hieracium glaucophylloides là một loài thực vật có hoa trong họ Cúc. Loài này được Sudre mô tả khoa học đầu tiên năm 1912.